# Stirlingova sončna elektrarna
Stirling sončna elektrarna (ang. Dish Stirling) je naprava, ki s pomočjo sončnih žarkov in stirlingovega motorja proizvaja električno energijo. Sončne koncentratorje so izdelovali že več tisoč let, moderni koncentratorji za proizvodnjo električne energije s Stirlingovimi motorji so se pojavili v poznih sedemdesetih letih. Koncept so preučevale firme kot so McDonell Douglas, United Stirling in Nasa. 
Način delovanja je zelo preprost. Koncentrator približno 2500x koncentrira sončne žarke na sprejemni del sprejemnika na Stirlngovem motorju, ki toplotno energijo pretvori v mehansko delo. Le to pa generator izmenične napetosti pretvori v električno energijo. 
Strirlingov motor ima velik izkoristek, predvsem zaradi velikih temperatur in tlakov, ki jih dosežemo s pomočjo sončnega kolektorja. Ima pa med vsemi načini največ gibljivih delov in potrebuje lokacije z veliko Sonca. Sestava je modularna, kar pomeni lažje servisiranje. Sistem bi tudi v Sloveniji deloval vendar bi proizvedel manj energije kot npr. v Kalifornij, kjer planirajo več farm z več tisoč kolektorji. Prednost solarnih sistemov je v tem, da proizvajajo energije med dnevom, ko je poraba največja. Proizvajajo bolj enakomerno napetost v primerjavi s fotovoltaičnimi sistemi.  Za delovanje sistema, ki poganja ventilator, črpalko, sledilni mehanizem in krmiljenje je potrebna približno 1 kW električne moči. Izkoristki celotnega sistema se gibajo od 20 do 30%.
Možna je tudi uporaba drugih termodinamičnih ciklov npr. Brayton, vendar se je Stirlingov izkazal za najbolj primernega. Stirlingov cikel je odprtega tipa in dosega temperature delovnega plina do 700 0C in tlak 20 MPa. Ekspanzija in kompresija so kvazi isotermični. Hlajenje in gretje potekajo pri konstantnem volumni. Za boljši izkoristek se uporablja regenerator pri hlajenju pri konstantnem volumnu.  Uporabljamo lahko tudi različne delovne pline, največkrat helij ali vodik. Izvedbe motorje so lahko dvo ali štiri cilindrske. Pri Braytonovem ciklu dosegamo vstopne temperature delovnega plina do 850 0C in tlačno razmerje 2,5, kar pomeni izkoristek 30%.
Sprejemnik lahko sprejme do 95 % žarkov, odvisno od materiala. Ima možnost ne le sprejema ampak tudi zbiranja energije v primeru prehoda oblakov. Sprejemnik  je nameščen za goriščem koncentratorja, da se zmanjša toplotni tok na sprejemno površino. Toplotni toki na sprejemniku dosegajo vrednosti 75W/cm2. Obstajajo različni tipi sprejemnika: Heat Pipe (termična/toplotna cev) in Liquid Metal (tekoča tekovina).  Pri slednjem se natrij upari na absorbicijski površini in kondenzira na Stirlingovem motorju. S tem dosežemo enakomerno temperaturo in povečamo izkoristek motorja. Nove tehnologije toplotnih cevi z leti in napredkom še povečujejo izkoristek. Izkoristek sprejemnika pri Braytonovih izvedbah je manjši (80%). 
Oblika koncentratorja je parabolična in se premika 15 stopinj na uro da se uskladi z rotacijo Zemlje. Po deklinacijski osi se premika +/-23 stopinj, odvisno od letnega časa.
Moč generatorjev se giba od 10-50 kW, površina koncentratorja pa od 70-150 m2. Solarno sevanje je približno 1000 W/M2, absorbtivnost sprejemnika je okrog 95%. Generator je indukcijskega tipa in so sinhronizirani z omrežjem. Proizvajajo eno ali trifazen tok napetosti 230 ali 460 Voltov. Izkoristek generatorjev je 94% in so t. i. Off The Shelf tipa, kar pomeni, da se lahko uporablja že obstoječe generatorje in ni potreben razvoj novega tipa posebej. Pri Braytonovih motorjih, ki se vrtijo z zelo veliko frekvenco se uporablja visokofrekvenčni alternator, ki se potem pretvori v enosmerni tok in se potem z inverterjem spet pretvori v 50/60 hertzev izmenični tok.
Delovna prostornina Stirlingovega motorja je približno 100 cc (Philips 4-95 Engine). Izvedbe so 2 ali 4 cilindrske, v nekaterih primer se uporablja t. i. Displacer, ki premika delovni plin, brez spremembe volumna. Možna je tudi t. i. Free Piston izvedba (podjetje Cummins Engine Company), kjer se cilindri ne premikajo z gredjo ali drugimi mehanizmi, ampak se premikajo naprej in nazaj z vzmetmi. V slednjem primeru se moč pridobi z linearnim generatorjem ali pa hidravlično črpalko.  Vendar tehničnih težav pri tem motorju še niso rešili.
Trenutno znaša cena za testne modele okrog 12000 $/kW, z masovno proizvodnjo se lahko zniža na okrog 1500 $/kW. Možna je proizvodnja t. i. Stand Alone system (posamezne enote) za vasi ali pa večje farme z več sto enotami. Za MW potrebujemo približno 1,6 Ha površine. Za delovanje je potrebno slednje v dveh oseh, isto kot pri heliostatih v sončnih stolpih, za razliko od paraboličnih koncentratorjev in Fresnelovih leč, ki sledi v eni osi in fotovoltaiko, ki je po navadi fiksna. S tem dosežemo največje možno obsevanje vendar potrebujemo za to dimenzionirah sledilnik, ki mora prenašati celotno težo motorja, generatorja in koncentratorja. Sistem lahko deluje tudi hibridno, kar pomeni da namesto sonca uporabljamo drug vir energije, npr. plin. To omogoča delovanje tudi v oblačnem vremenu in ponoči. 
Za postavitev ni potrebna visokousposobljena delovna sila. Za delovanje ne potrebuje vode, zato je primeren za delovanje v puščavi ali drugih suhih okoljih. Majhne količine vode so potrebne le za čiščenje koncentratorja.